# Peter Kennaugh
Peter Kennaugh, MBE, (Douglas, Illa de Man, 15 de juny de 1989) és un ciclista manx, professional des del 2010. Ha destacat especialment en el ciclisme en pista, on ha obtingut els seus major èxits. El 2012 va guanyar la medalla d'or als Jocs Olímpics de Londres en la prova de persecució per equips. Al mateix any també va guanyar el Campionat del món.

## Palmarès en pista
- 2006
  -  Campió del món júnior en Scratch
  -  Campió d'Europa júnior en Persecució per equips (amb Adam Blythe, Steven Burke i Jonathan Bellis)
- 2007
  -  Campió d'Europa sub-23 en Persecució per equips (amb Ben Swift, Steven Burke i Jonathan Bellis)
  -  Campió d'Europa júnior en Persecució per equips (amb Luke Rowe, Mark McNally i Adam Blythe)
- 2008
  -  Campió d'Europa sub-23 en Persecució per equips (amb Andrew Tennant, Steven Burke i Mark McNally)
  -  Campió nacional en Madison, amb Mark Cavendish
- 2009
  -  Campió nacional en Madison, amb Mark Christian
- 2010
  -  Campió nacional de scratch
  -  Campió nacional de persecució
- 2011
  -  Campió d'Europa en Persecució per equips, amb Edward Clancy, Steven Burke i Andrew Tennant
  -  Campió nacional en Madison, amb Luke Rowe
  -  Campió nacional de puntuació
- 2012
  -  Medalla d'or als Jocs Olímpics de Londres en persecució per equips, amb Geraint Thomas, Edward Clancy i Steven Burke
  -  Campió del món de persecució per equips, amb Geraint Thomas, Edward Clancy i Steven Burke

### Resultats a laCopa del Món
- 2008-2009
  - 1r a Copenhaguen, en Persecució per equips

## Palmarès en ruta
- 2008
  -  Campió del Regne Unit sub-23 en ruta
  - 1r al Trofeu internacional Bastianelli
  - 1r al Gran Premi Capodarco
- 2009
  -  Campió del Regne Unit sub-23 en ruta
  - Vencedor d'una etapa al Girobio
- 2014
  -  Campió del Regne Unit en ruta
  - 1r a la Setmana Internacional de Coppi i Bartali i vencedor d'una etapa
  - 1r a la Volta a Àustria i vencedor d'una etapa
- 2015
  -  Campió del Regne Unit en ruta
  - Vencedor d'una etapa al Critèrium del Dauphiné
- 2016
  - 1r a la Cadel Evans Great Ocean Road Race
  - Vencedor d'una etapa al Herald Sun Tour
- 2017
  - Vencedor d'una etapa al Critèrium del Dauphiné
- 2018
  - 1r al Gran Premi Pino Cerami

### Resultats a la Volta a Espanya
- 2010. No surt (8a etapa)
- 2014. 71è de la classificació general
- 2016. 42è de la classificació general

### Resultats al Tour de França
- 2013. 77è de la classificació general
- 2015. Abandona (16a etapa)[1]

### Resultats al Giro d'Itàlia
- 2011. 87è de la classificació general
- 2012. Abandona (17a etapa)